# 척 모히니
찰스 벤저민 모히니 (Charles Benjamin Mawhinney, 1949년 2월 23일 ~ 2024년 2월 12일)는 미국 해병대(USMC) 저격수로, 베트남 전쟁 중 16개월 동안 103명의 확인된 사살 기록과 216명의 추정 사살 기록으로 해병대 최다 기록을 보유하고 있다.

## 베트남 전쟁 참전
1949년 2월 23일 레이크뷰 (오리건주)에서 태어난 모히니는 제2차 세계 대전 해병대 참전 용사의 아들이었으며, 어린 시절부터 열렬한 사냥꾼이었다. 그는 1967년 6월 고등학교를 졸업하고 그 해 말 사슴 사냥 철이 지난 후 미국 해병대에 입대했다.
입대 후, 그는 캠프 펜들턴에서 정찰 저격수 학교에 입학하여 1968년 4월에 졸업했다. 그곳에서 그는 베트남 공화국으로 파견되었고, 도착하자마자 리마 중대 제1대대, 제1해병사단의 소총수로 배정되었다. 그는 3개월 동안 이 부대에 머물다가 제5해병연대 본부 정찰 저격수 소대로 재배정되었다. 그곳에서 그는 제1, 제2, 제3대대의 여러 중대에서 정찰 저격수로 활동했다. 그는 또한 한국 해병대, 포스리컨과도 협력했지만, 대부분의 시간은 제1대대 5해병연대 델타 중대와 함께 보냈다. 이 복무 기간 동안 그는 103명의 확인된 베트남 인민군(NVA)과 남베트남 민족해방전선(VC) 사살 기록, 그리고 216명의 추정 사살 기록을 올렸다. 그는 1968년 초부터 16개월 동안 베트남에서 복무했다.
발렌타인데이인 1969년, 모히니는 적 소대와 마주쳐 16명의 NVA 군인을 머리 사격으로 사살했다.
모히니는 로스앤젤레스 타임스에 "궁극적인 사냥 여행이었다. 나를 사냥하는 다른 사람을 사냥하는 사람이었다"고 말했다. "사자나 코끼리 사냥에 대해 말하지 마십시오. 그들은 소총과 망원 조준경으로 반격하지 않습니다. 저는 그저 그것을 사랑했습니다." 모히니는 적의 싸우려는 의지를 꺾음으로써 생명을 구한다고 주장하며 저격수에 대한 대중의 인식을 바꾸려고 노력했다. "나의 교전규칙은 간단했습니다. 무기를 가지고 있으면 쓰러뜨리는 것이었습니다. 900야드에서 제가 맞춘 NVA 급여 담당자를 제외하고는 제가 죽인 모든 사람들은 무기를 가지고 있었습니다."라고 그는 말했다.
모히니의 유일한 후회는 그가 죽이지 못한 적이었다. 베트남에서 휴가를 마치고 돌아온 그는 무기 담당자에게서 자신의 총을 돌려받았고, 담당자는 총을 손대지 않았다고 확신시켜 주었다. 하지만 모히니가 겨우 300 야드 (270 m) 거리에서 적을 발견했을 때, 그는 여러 번 놓쳤고 그 남자는 도망쳤다. 모히니는 "나중에 그가 얼마나 많은 사람들을 죽였을지, 내 친구들 중 몇 명을, 해병들 중 몇 명을 죽였을지 생각하지 않을 수 없습니다. 그는 망쳤고 죽어 마땅했습니다. 그게 아직도 저를 괴롭힙니다."라고 말했다.
군목이 그를 "전투 피로"로 선언한 후, 모히니는 미국으로 돌아와 캠프 펜들턴에서 잠시 소총 교관으로 복무했다.

## 민간인 생활과 인정

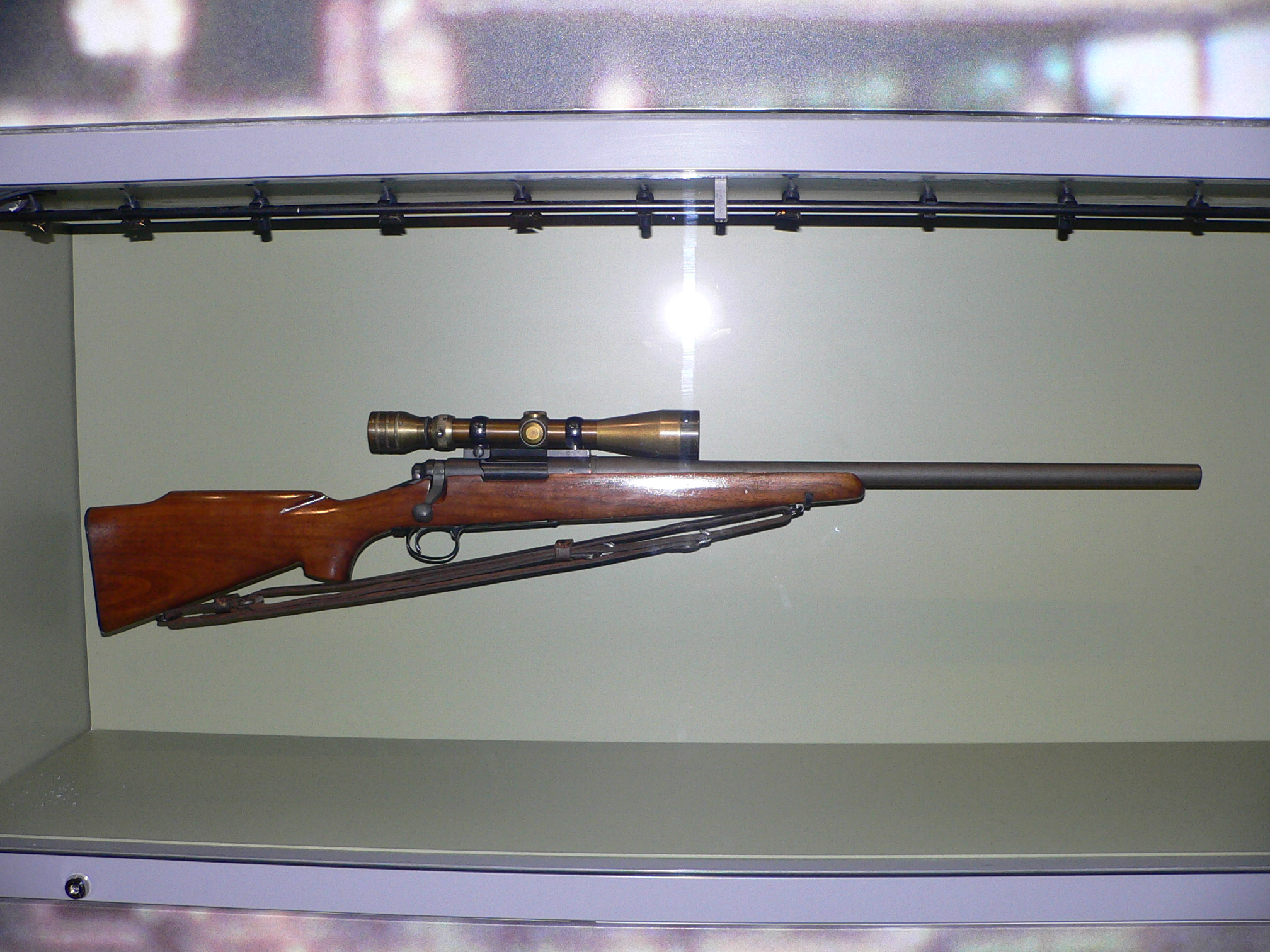
모히니의 M40 저격총은 국립 해병대 박물관에 전시되어 있다.

1970년 해병대를 전역한 후, 모히니는 1997년 은퇴할 때까지 미국 산림청에서 일했으며, 아내 로빈과 결혼하여 세 아들을 두었다. 그와 그의 아내는 1981년에 베이커시티로 이사했다.
모히니는 자신의 저격수 복무에 대해 아내에게조차 아무에게도 말하지 않았다. 20년 이상 동안, 저격수로서 그의 업적은 거의 완전히 알려지지 않았다. 심지어 모히니 자신도 자신의 기록이 동료들과 비교하여 어떤지 몰랐다.
1991년, 모히니의 공적은 동료 해병대 저격수이자 작가인 조셉 워드가 그의 책 "디어 맘: 어느 저격수의 베트남(Dear Mom: A Sniper's Vietnam)"에서 서술되었다. 워드는 모히니의 확인된 사살 기록을 101명으로 인정했으며, 이는 논란이 되었다. 왜냐하면 카를로스 해스콕의 확인된 사살 기록인 93명이 다른 해병대 저격수들보다 많다고 일반적으로 믿었기 때문이었다. 모히니의 공식 기록은 103명의 확인된 사살 기록과 추가로 216명의 추정 사살 기록으로 밝혀졌다.
저격수로서의 기록이 공개된 후, 모히니는 서서히 대중 앞에 모습을 드러냈다. 산림청에서 은퇴한 후, 그는 컨벤션과 공개 행사에서 연설하기 시작했고 전국 저격수 사격 대회에 참석했다. 모히니는 칼날에 그의 서명이 새겨진 칼을 생산하는 Strider Knives의 대변인이었다. 이 칼 중 하나는 캠프 펜들턴의 미 해병대 Scout Sniper 학교 각 학급의 최우수 졸업생에게 수여된다. 2006년부터 모히니는 훈련 중인 전문 저격수들에게 강의했다.
그가 베트남에서 사용했던 소총 중 하나는 2006년 개관 이래 국립 해병대 박물관의 베트남 갤러리에 전시되어 있다.
모히니의 "놀라운" 사격은 히스토리 채널 특별 프로그램 "저격수: 사살의 해부학"에서 재현되었다.
모히니는 나중에 오리건 주 베이커시티에 거주했다. 그는 2024년 2월 12일 74세의 나이로 그곳에서 사망했다.

## 같이 보기
- 카를로스 해스콕
- 에릭 잉글랜드
- 아델베르트 월드론

## 내용주
1. ↑  몇몇 뉴스 매체는 그의 나이를 75세로 잘못 보도했다.

## 더 읽어보기
- Kirchner, P. (2009). 《More of the Deadliest Men Who Ever Lived》. Boulder: Paladin Press. ISBN 9781581606904.
- Lindsay, Jim (2023). 《The Sniper: The Untold Story of the Marine Corps' Greatest Marksman of All Time》. New York: St. Martin's Press.